# Øjvind Lidegaard
Øjvind Lidegaard (født 17. januar 1954) er en dansk professor, overlæge, dr.med., bror til Bo og Martin Lidegaard.
Han er søn af Mads og Else Lidegaard. I 1992 blev han speciallæge i gynækologi-obstetrik og blev i 2006 dr.med.
Han har været overlæge ved gynækologisk/obstetrisk afdeling, Amtssygehuset i Herlev, hvor han primært beskæftigede sig med forplantning og sygdomme relateret til hormonsystemet; eksempelvis kønshormoners indflydelse på udviklingen af kræftsygdomme og kredsløbssygdomme hos kvinder. Siden 2006 har Lidegaard været overlæge og klinisk professor ved Gynækologisk Klinik på Juliane Marie Centret ved Rigshospitalet og blev i 2013 ordførende professor for sit fagområde.
Lidegaard var den første forsker, som fastslog, at de ældre andengenerations p-piller giver færre blodpropper end nyere og dyrere p-piller. Det medførte et stort skift i p-pille-anvendelsen i Danmark.
Han er gift med afdelingsjordemoder Anne Poulsgaard Lidegaard.